# Pałac Branickich w Warszawie (ul. Nowy Świat)
Pałac Branickich – pałac znajdujący się przy ul. Nowy Świat 18/20 w Warszawie.

## Historia
W końcu XVIII wieku w miejscu obecnego pałacu znajdował się pałac należący do rodziny Badenich. W 1852 nieruchomość należała do Wincentyny Lewińskiej, a później przeszła na własność rodziny Branickich. Została wtedy przebudowana w stylu renesansowym przez Henryka Marconiego. W skład zespołu wchodził korpus główny i dwie oficyny dochodzące do ulicy Nowy Świat. W prawej oficynie od 1851 mieściła się apteka z neogotyckim wyposażeniem zaprojektowanym przez Henryka Marconiego.
W 1899 właścicielem pałacu stał się Ksawery Branicki, który na placach położonych za pałacem, przy ul. Smolnej, wybudował kilka wielkich kamienic czynszowych.
W czasach II Rzeczypospolitej w pałacu mieściła się ambasada Wielkiej Brytanii. Podczas obrony Warszawy, 3 września 1939, po ogłoszeniu wiadomości o wypowiedzeniu przez Wielką Brytanię i Francję wojny III Rzeszy, przed pałacem miała miejsce wielka manifestacja ludności. W czasie okupacji niemieckiej w budynku swój cafe-bar prowadziła gwiazda operetki Elna Gistedt. 
Korpus główny pałacu został zniszczony w czasie II wojny światowej. Został odbudowany w latach 1949–1950. W pierwszych latach po odbudowie mieścił Urząd Stanu Cywilnego dla dzielnicy Śródmieście.
W 1965 budynek został wpisany do rejestru zabytków.
W 2017 właściciel działającej nieprzerwanie od 1851 apteki podjął decyzję o jej likwidacji, a zabytkowe meble zostały bez uzgodnienia z konserwatorem zabytków wywiezione do magazynu pod Warszawą.
Pałac jest siedzibą Biura Stołecznego Konserwatora Zabytków oraz Mazowieckiego Wojewódzkiego Konserwatora Zabytków.
Pod adresem Pałacu od 1958 znajduje się także Bar Kawowy Piotruś.

## Galeria

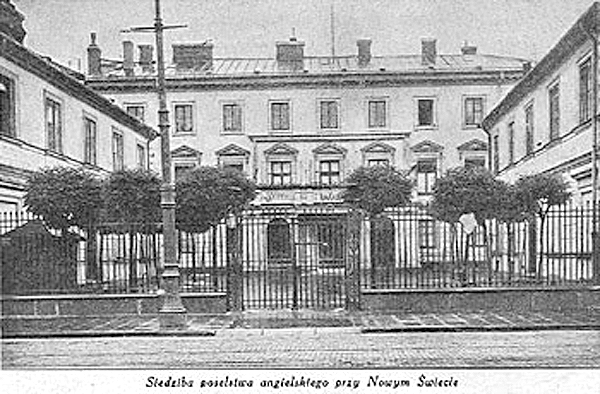
Pałac Branickich jako siedziba ambasady Wielkiej Brytanii
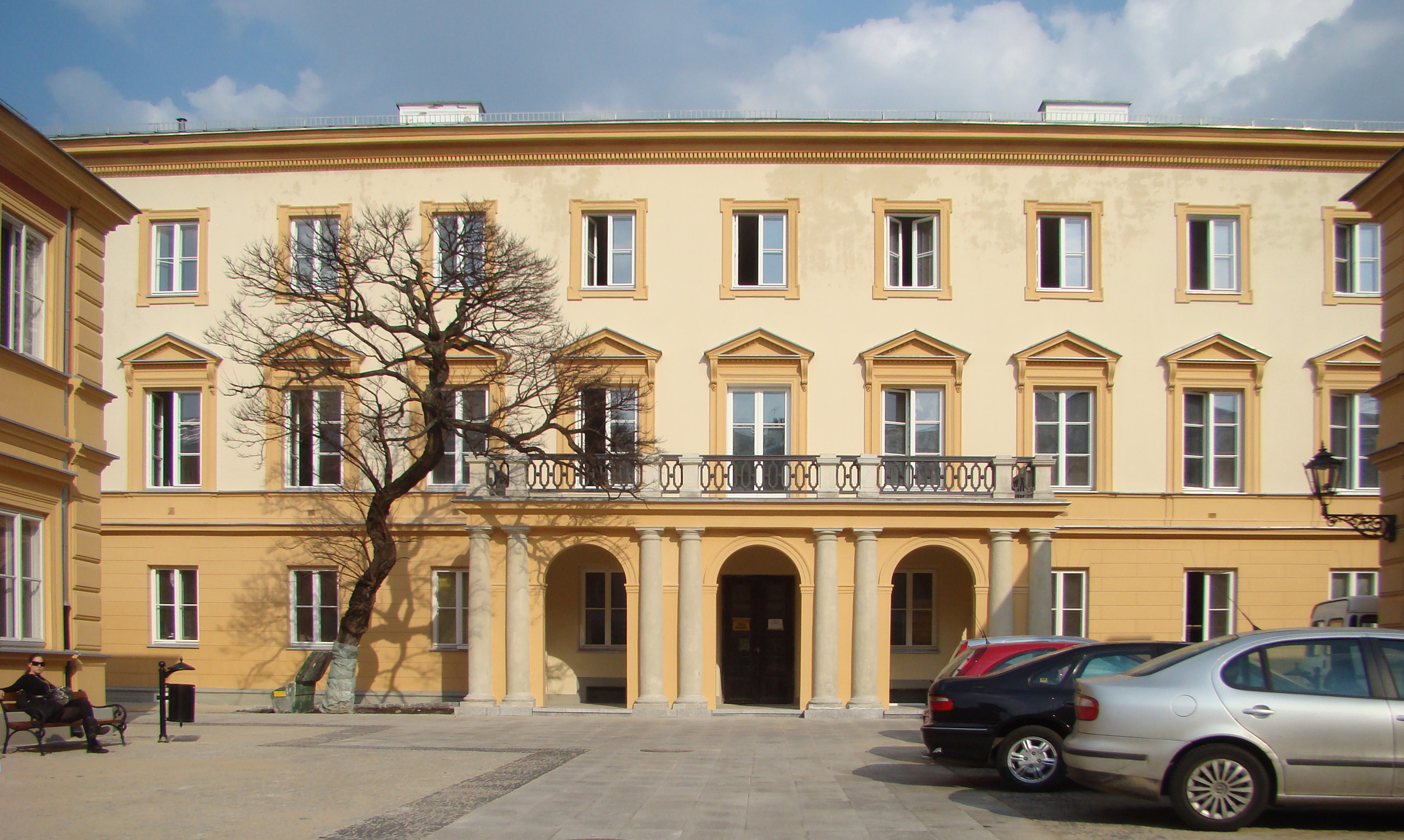
Budynek główny pałacu
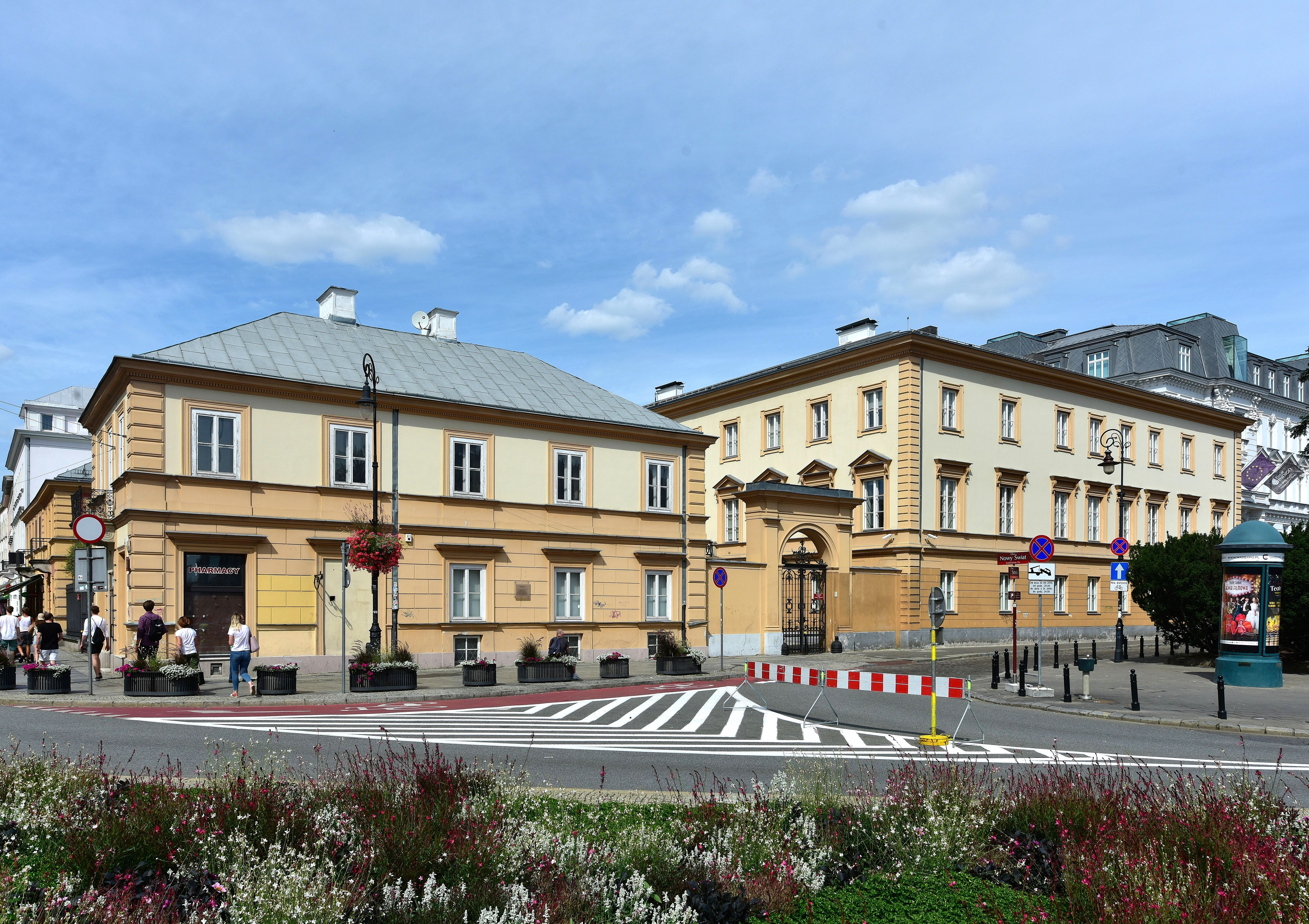
Pałac od ul. Smolnej